# Église Saint-Pierre de Cayeux-sur-Mer
Pour les articles homonymes, voir Église Saint-Pierre.
L'église Saint-Pierre de Cayeux est une église catholique située à Cayeux-sur-Mer  sur le littoral du département de la Somme.

## Historique
Jusque 1902, l'église de Cayeux-sur-Mer se trouvait à proximité du Hâble d'Ault. Elle avait été construite au XIIIe siècle. En 1766, la construction d'une digue fermant le Hâble d'Ault provoqua un déplacement de l'agglomération de Cayeux vers le nord-ouest. 
Une nouvelle église fut construite de 1900 à 1902 pour répondre au besoin des fidèles.

## Caractéristiques

### Extérieur
L'église de Cayeux-sur-Mer, en brique, de style néo-roman, est construite selon un plan basilical traditionnel conçu par l'architecte amiénois Émile Ricquier, avec nef à bas-côtés et chœur. Une puissante tour-clocher abrite le porche d'entrée. Le portail est surmonté d'une rosace, la nef est éclairée par des triplets.

### Intérieur
La nef centrale est couverte d'une voûte en berceau et le chœur a une voûte en cul-de-four. Les murs intérieurs sont couverts d'un badigeon. Les verrières de l'église sont ornées de vitraux conçus par Ader et Houilles en 1902 et 1926, ils ont été restaurés de 1950 à 1954 par Raoul Cagnard maître-verrier à Amiens. On a replacé dans la nouvelle église le bénitier du XIIe siècle, les fonts baptismaux, la chaire, et la cloche de la vieille église; L'édifice conserve plusieurs statues.

### Orgue
L'orgue de 1913 a été construit et installé par Félix Van Den Brande.
Louis Vierne a composé une partie de sa Deuxième symphonie pour orgue dans l'église de Cayeux-sur-Mer.

## Photos

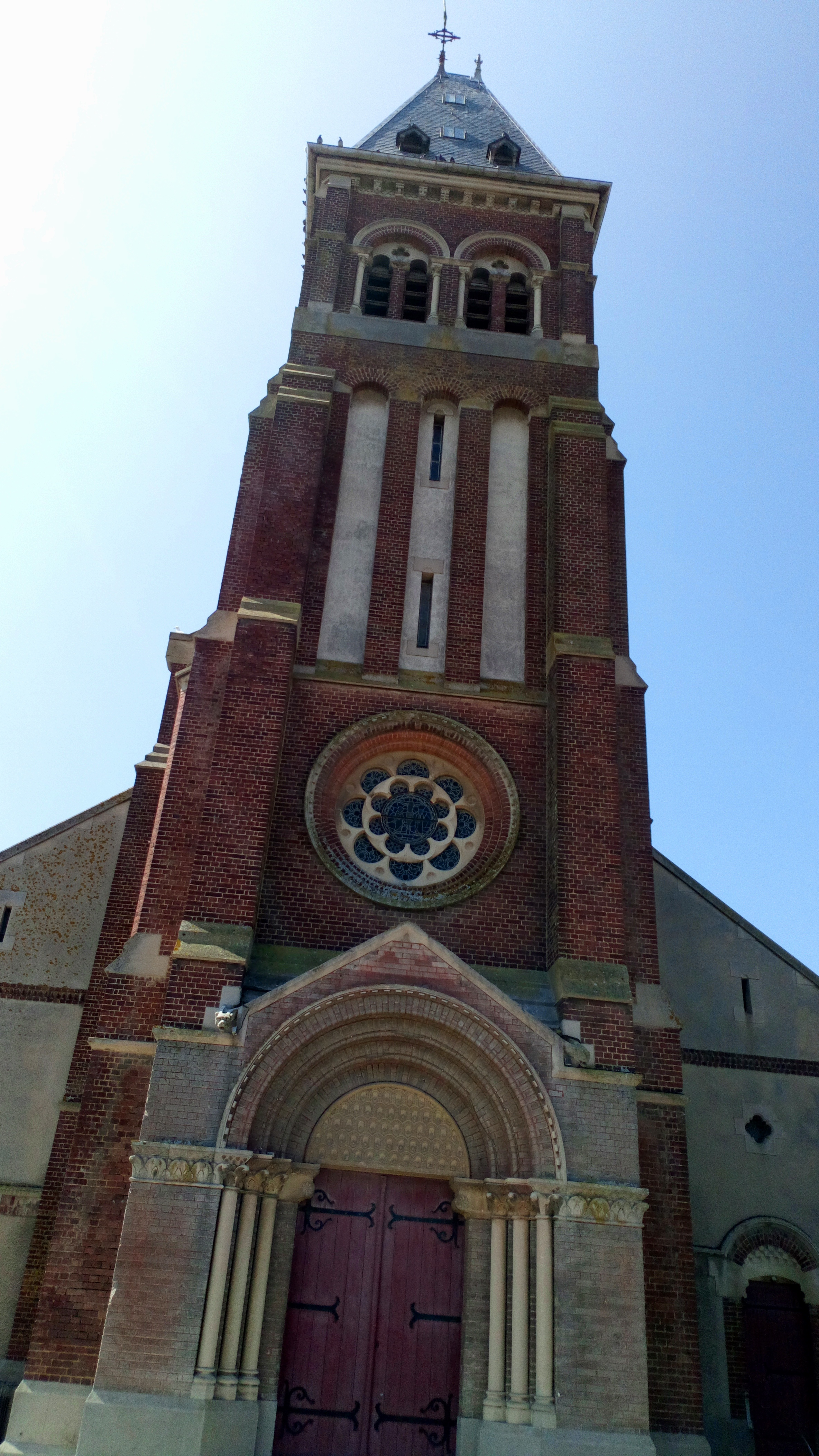
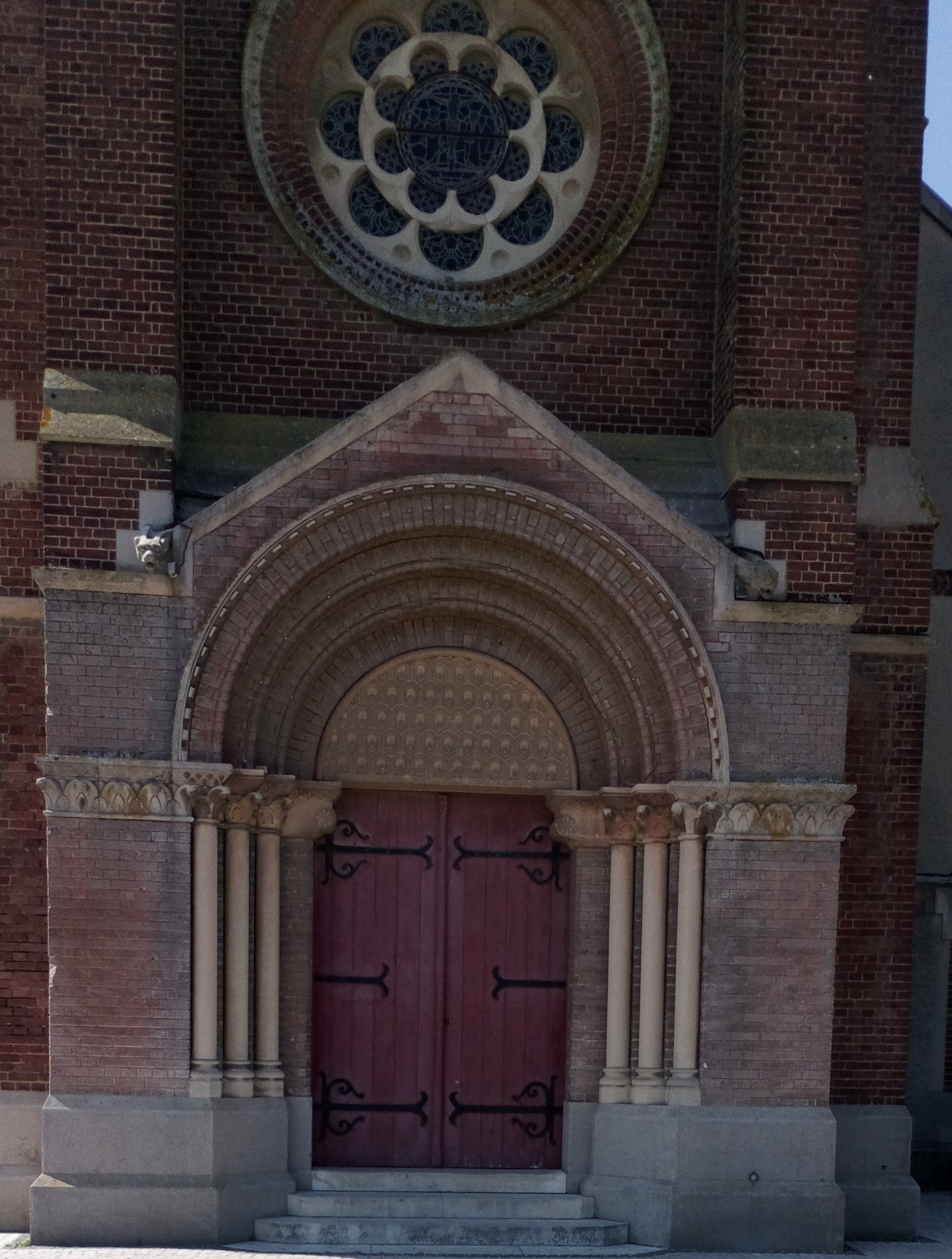
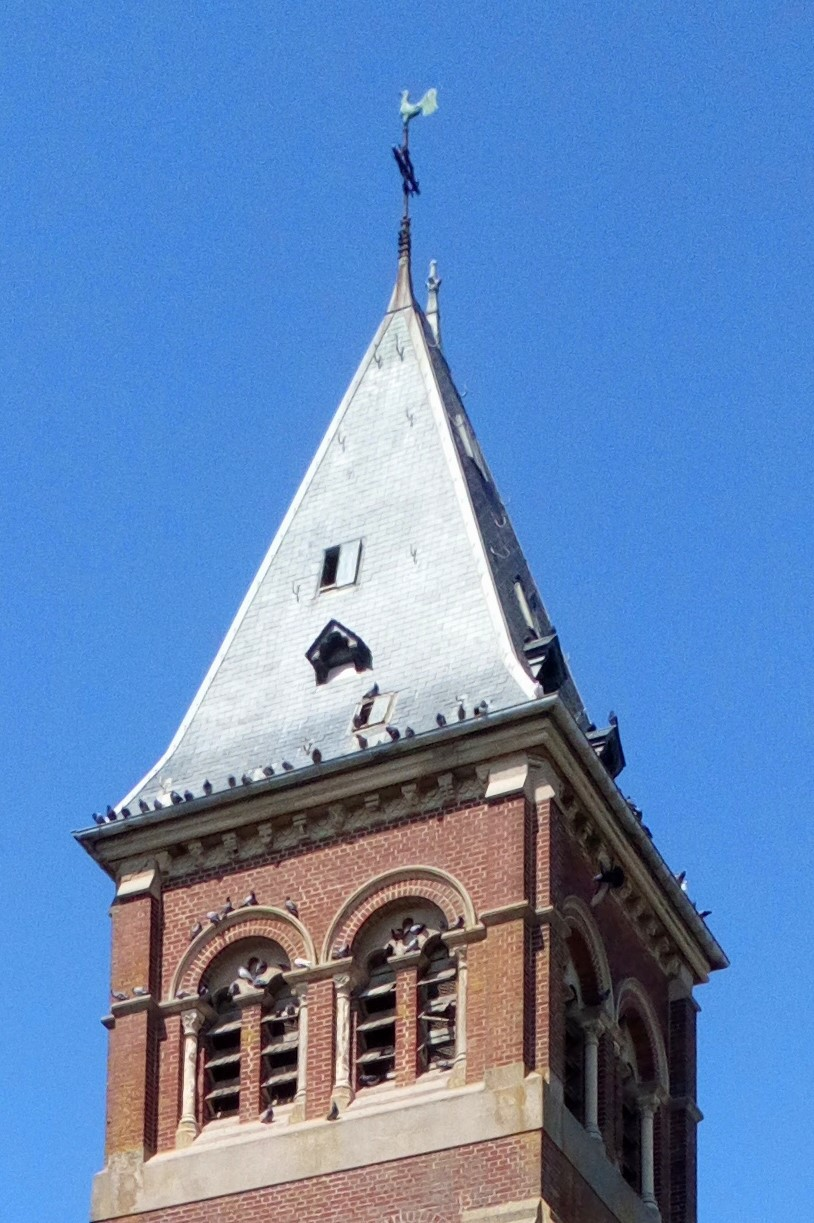